# Кобозев, Алексей Владимирович
Алексей Владимирович Кобозев (13 апреля 1967, Ставрополь) — советский футболист, нападающий.
Начинал играть в «Динамо» Ставрополь во второй (1983—1984) и первой (1985—1987) лигах. В 1988—1991 годах выступал в высшей лиге за «Шахтёр» Донецк. В сезонах 1991/92 — 1992/93 играл в чемпионате Австрии за «Санкт-Пёльтен» и «Фаворитнер» Вена. В дальнейшем выступал в низших дивизионах Германии за клубы «Беккумер» Беккум (1993/94 — 1994/95), «Ален» (1995/96), ЛР Ален (1996/97), «Конкордия» Ирхове (1997/98), ОШК Бремерхафен (1998/99), «Ротенбургер» Ротенбург (1999/2000), «Липборг» (2000/01 — 2001/02), «Беккумер» (2001/02, аренда), «Эстингхаузен» (2002/03).